# 디이 자동차
디이 자동차(중국어 간체자: 中国第一汽车集团, 정체자: 中國第一汽車集團, 병음: Zhōngguó Dìyī Qìchē Jítuán, 영어: First Automobile Works Group)는 중화인민공화국의 자동차 제조 기업이다. 이치 자동차라고도 한다. 본사는 지린성 창춘시에 있다. 창안 자동차, 둥펑 자동차, 상하이 자동차, 체리 자동차와 함께 중화인민공화국의 5대 자동차 제조 기업으로 여겨진다.
1953년 7월 15일 소련의 자동차 제조 기술, 기계 생산 지원을 통해 설립되었으며 1956년에는 최초의 트럭이 생산되었다. 1958년에는 자동차 브랜드인 훙치(紅旗)가 출시되었다. 1993년에는 회사 이름을 중국 디이 자동차(中国第一汽车)로 변경했다. 주요 브랜드로는 훙치(紅旗), 하이마(海馬), 번텅(奔騰), 어우랑(歐朗) 등이 있다.

## 사진

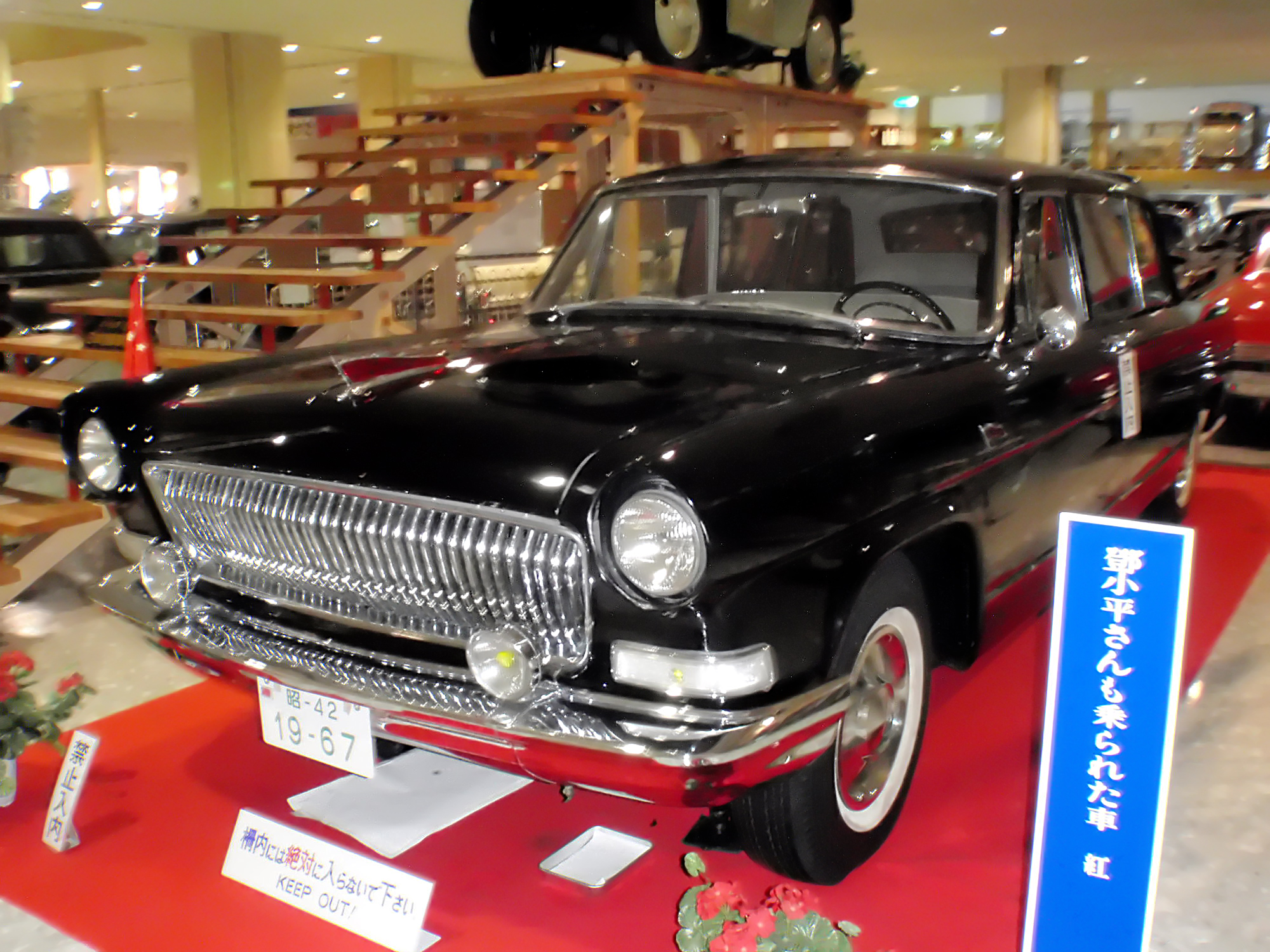
훙치 (紅旗) 리무진
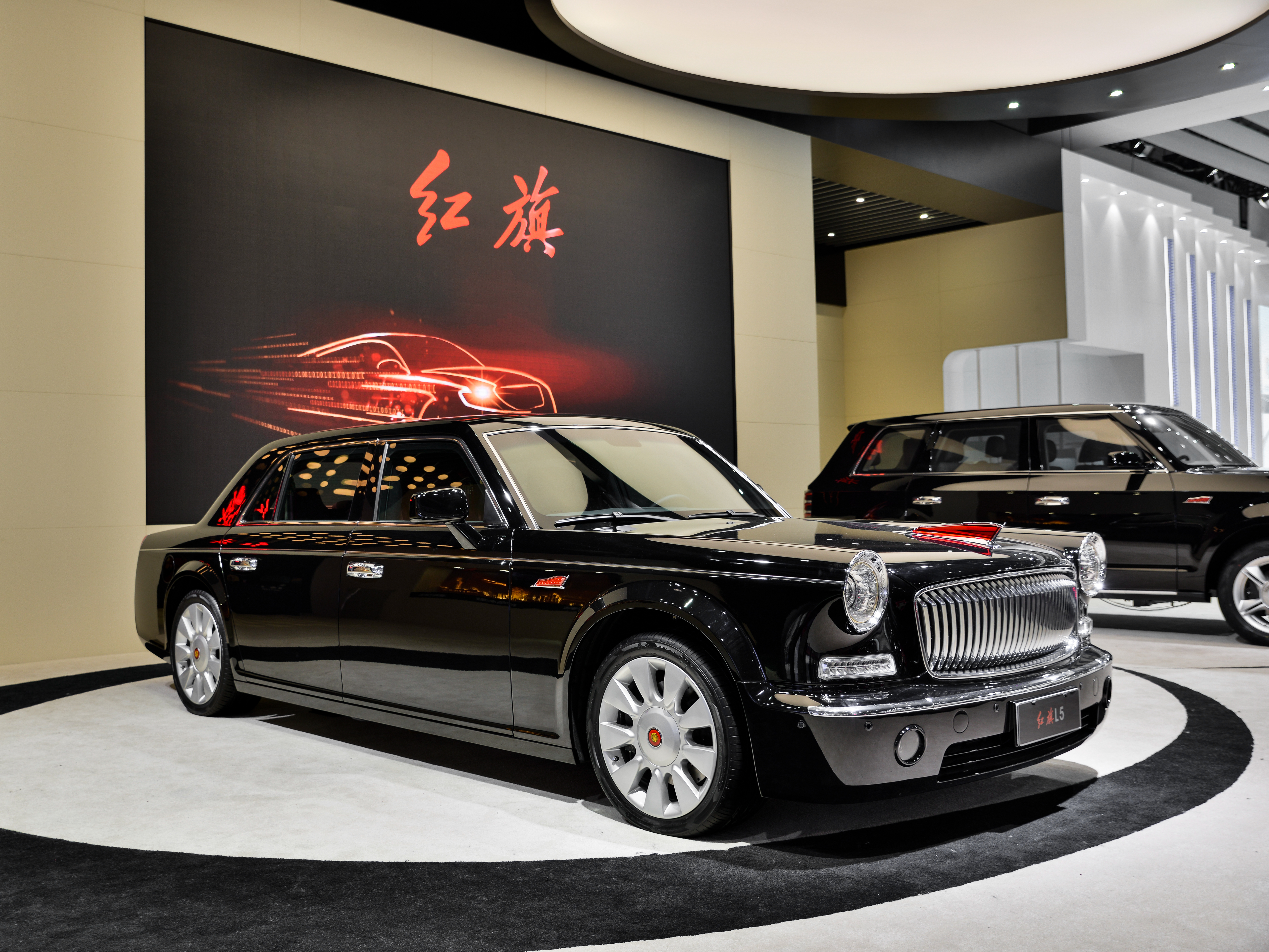
훙치 L5 (紅旗 L5) 리무진
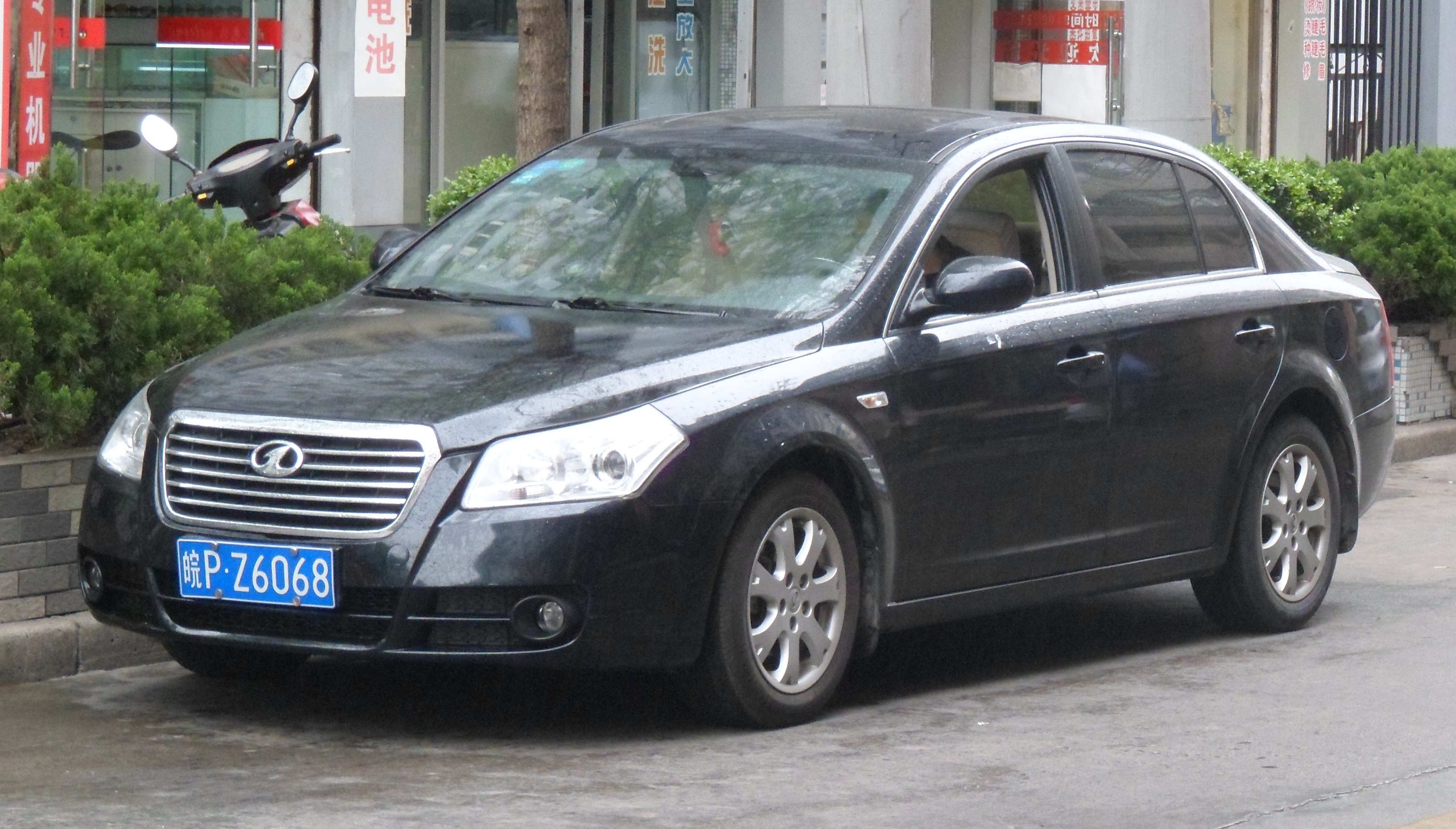
번텅 B70 (奔騰 B70)